# Lepanus storeyi
Lepanus storeyi är en skalbaggsart som beskrevs av Bevan S. Weir och Geoff B. Monteith 2010. Lepanus storeyi ingår i släktet Lepanus och familjen bladhorningar. Inga underarter finns listade i Catalogue of Life.